# Hyacintklematis
Hyacintklematis (Clematis tubulosa) är en art i familjen ranunkelväxter som förekommer naturligt i nordöstra Kina. Arten kan odlas som trädgårdsväxt i södra Sverige.

## Synonymer
Clematis heracleifolia f. albicalyx D. Z. Lu
Clematis tubulosa f. albicalyx (D. Z. Lu) W. T. Wang